# Dârjiu
Dârjiu (en roumain) ou Székelyderzs (en hongrois) est une commune du județ de Harghita, en Transylvanie, Roumanie.

## Histoire
Le village date du XIIe siècle et la plupart de ses habitants (98,3 %) appartient au groupe ethnique des Sicules.

## L'Église fortifiée
L'église unitarienne de Dârjiu est l'une des plus représentatives églises fortifiées du Pays Sicule. Elle fut érigée au XIIIe siècle et elle abrite un très valeureux ensemble de fresques, en partie détruites au cours de la Réforme protestante. D'autres fresques médiévales se trouvent dans la région dans les églises unitariennes de  Mugeni, Crăciunel, Rugănești et Cristuru Secuiesc, dans l'église catholique de Ghelința, ainsi que dans l'église saxonne de Mălâncrav. Depuis 1999, l'église de Dârjiu fait partie du patrimoine UNESCO.
La fortification a été construite sur un plan carré. Les remparts atteignent une hauteur de 5 mètres et ils sont renforcés de bastions.

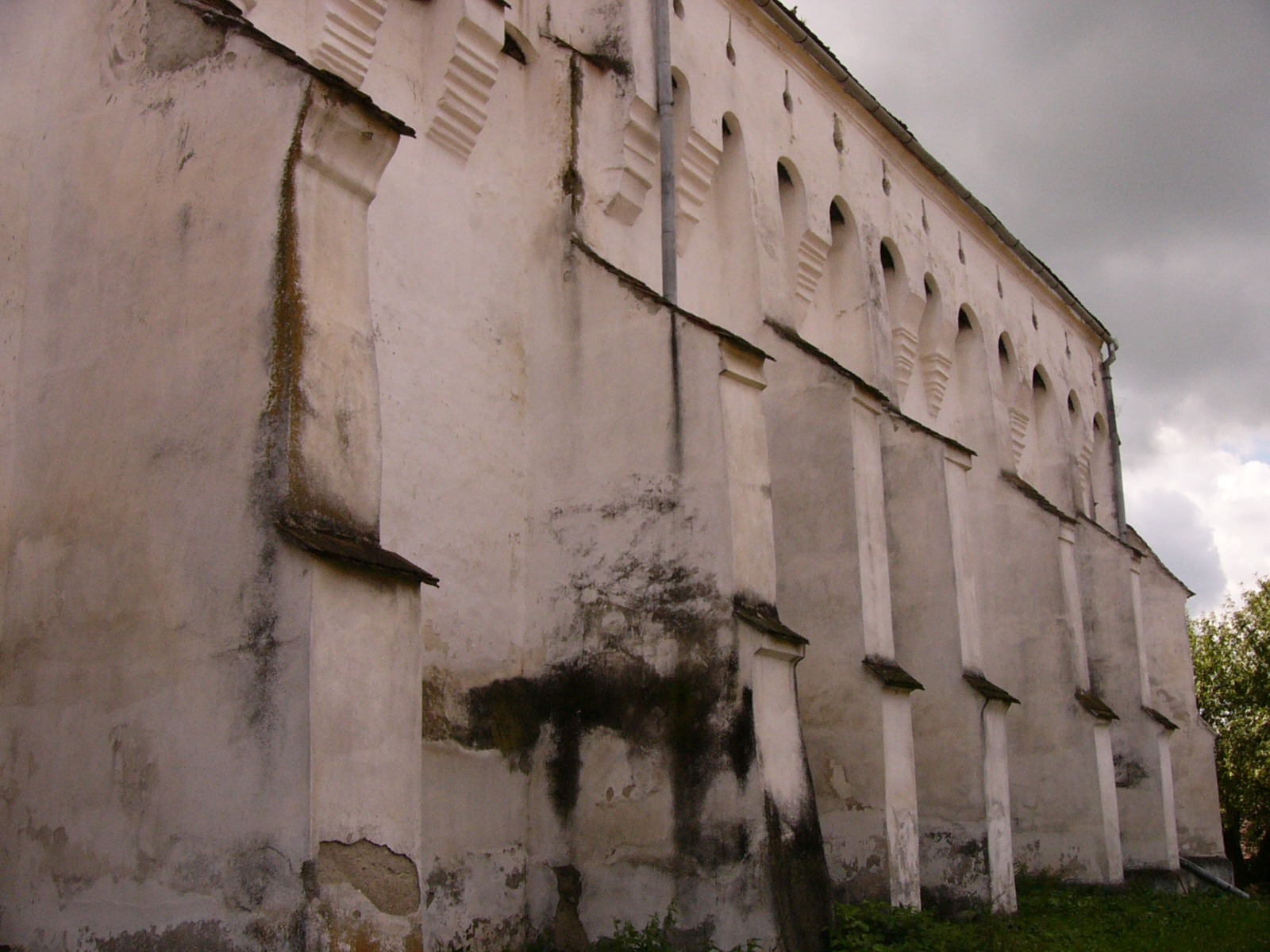
La façade de l'église unitarienne
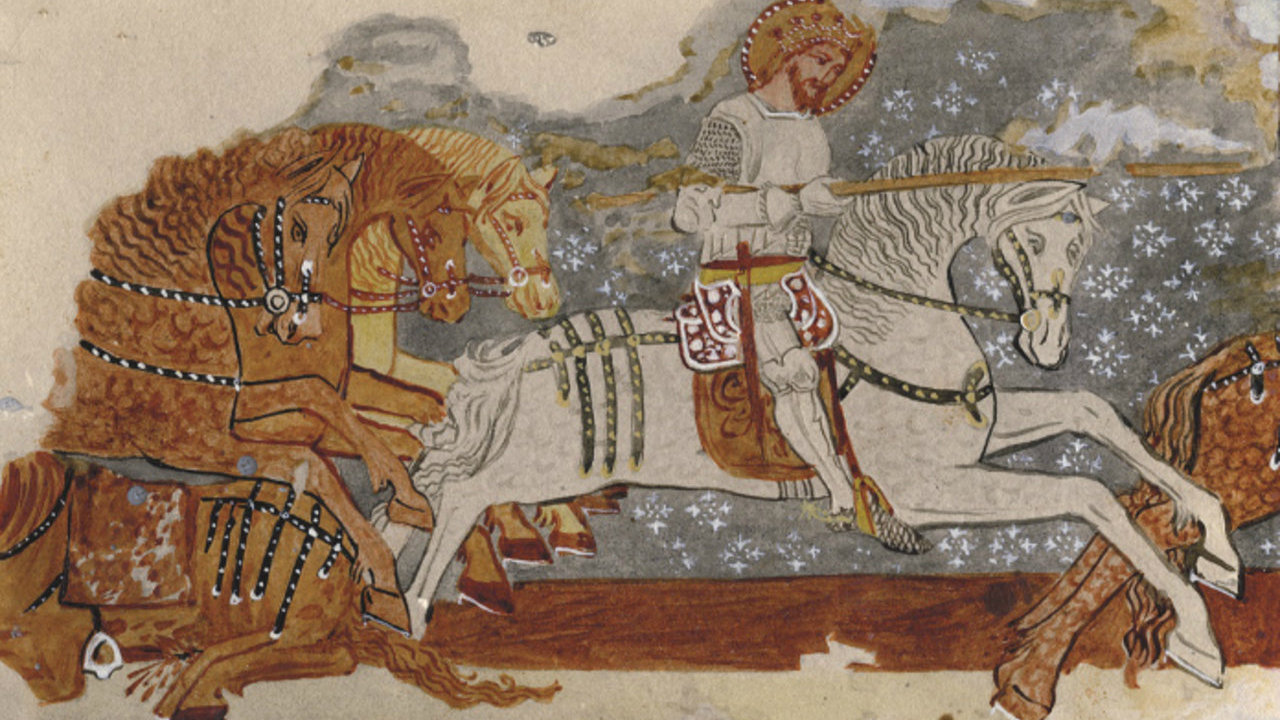
Fresque illustrant la légende de László/Ladislaus
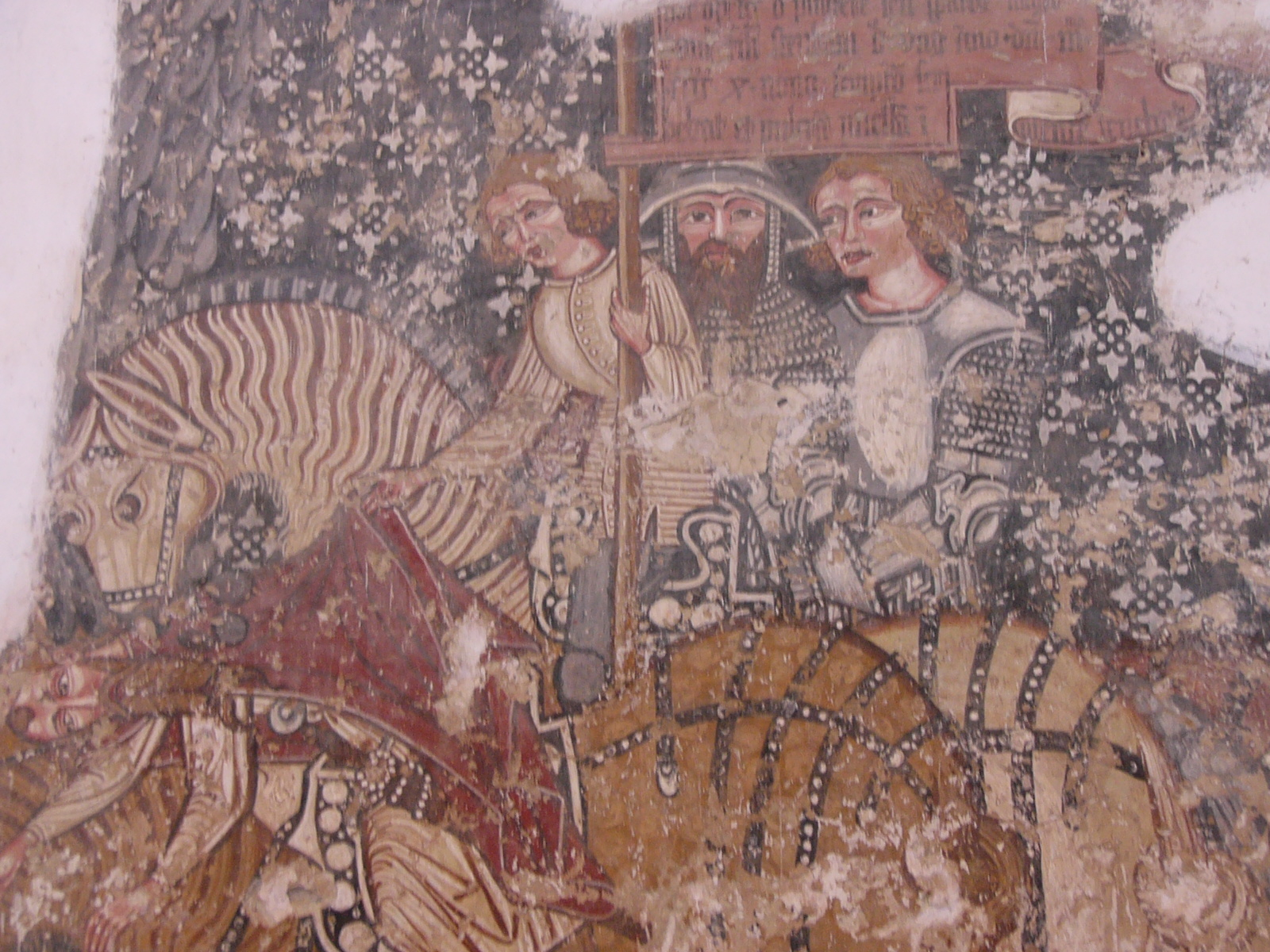
Fresque illustrant la légende de László/Ladislaus
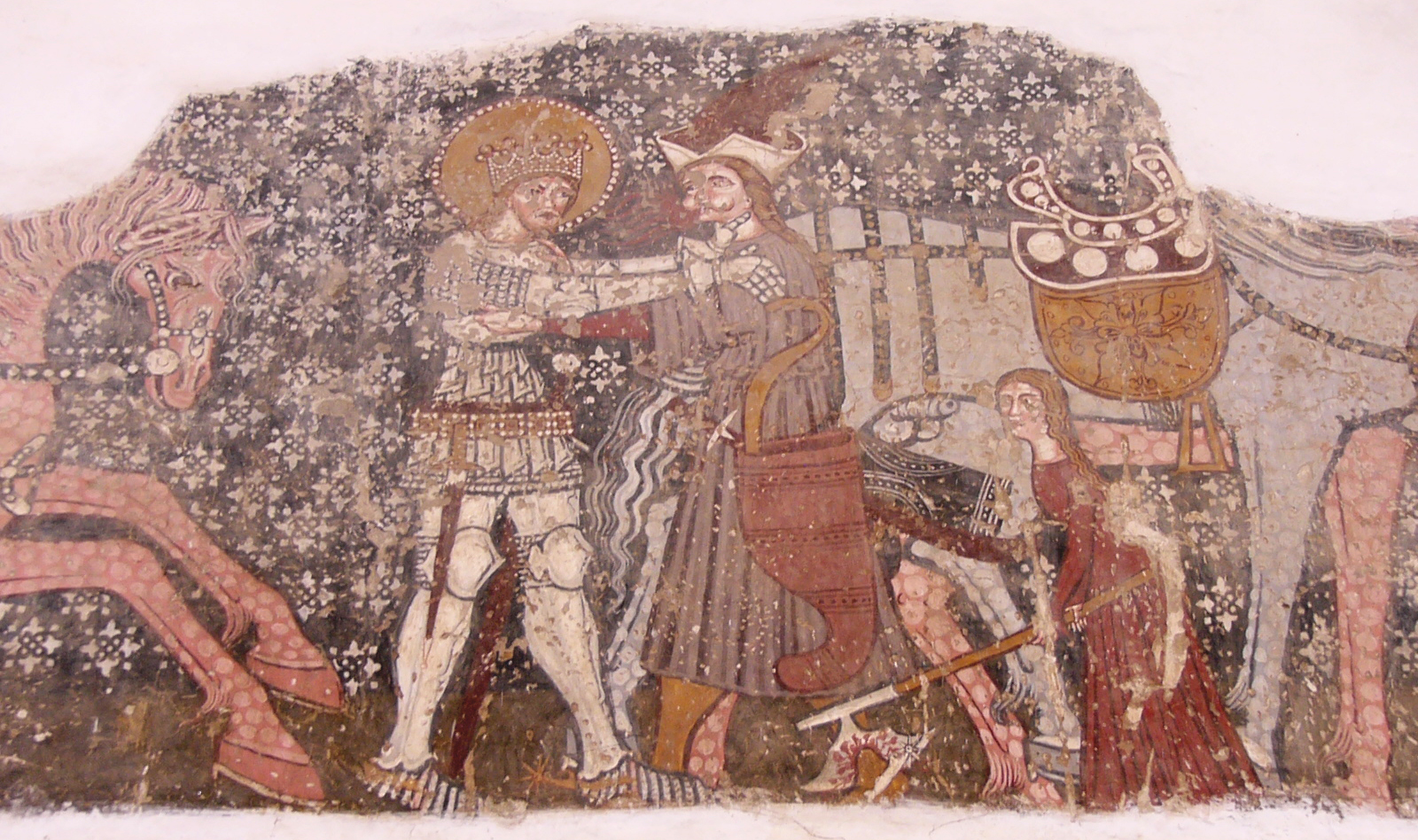
La lutte du roi avec le Couman
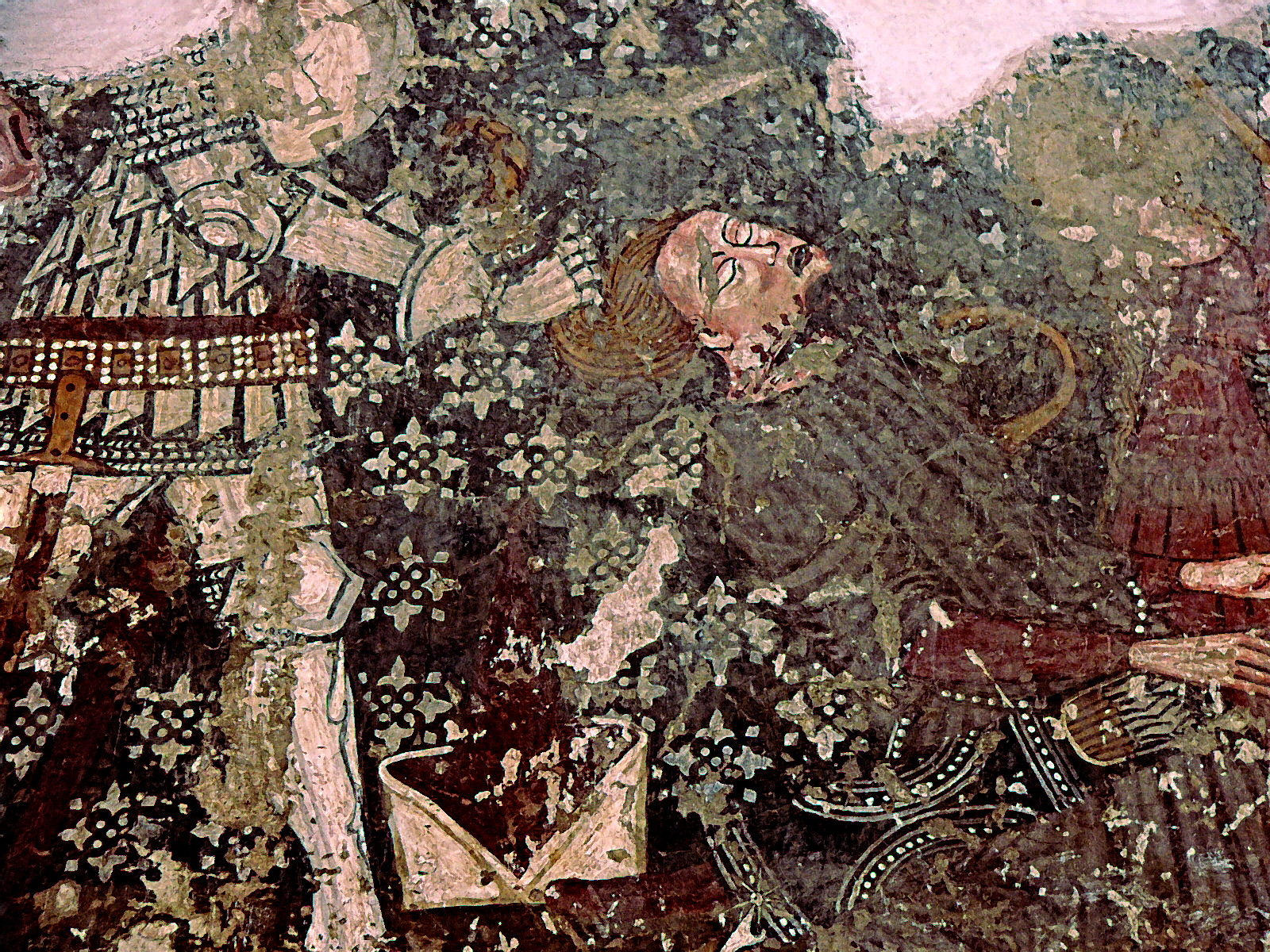
La mort du Couman

## Politique
| Période | Période  | Identité      | Étiquette   | Qualité |
| ------- | -------- | ------------- | ----------- | ------- |
| 2008    | 2016     | Csaba Zoltáni | Indépendant |         |
| 2016    | En cours | Adrián István | UDMR        |         |